# E-Metro

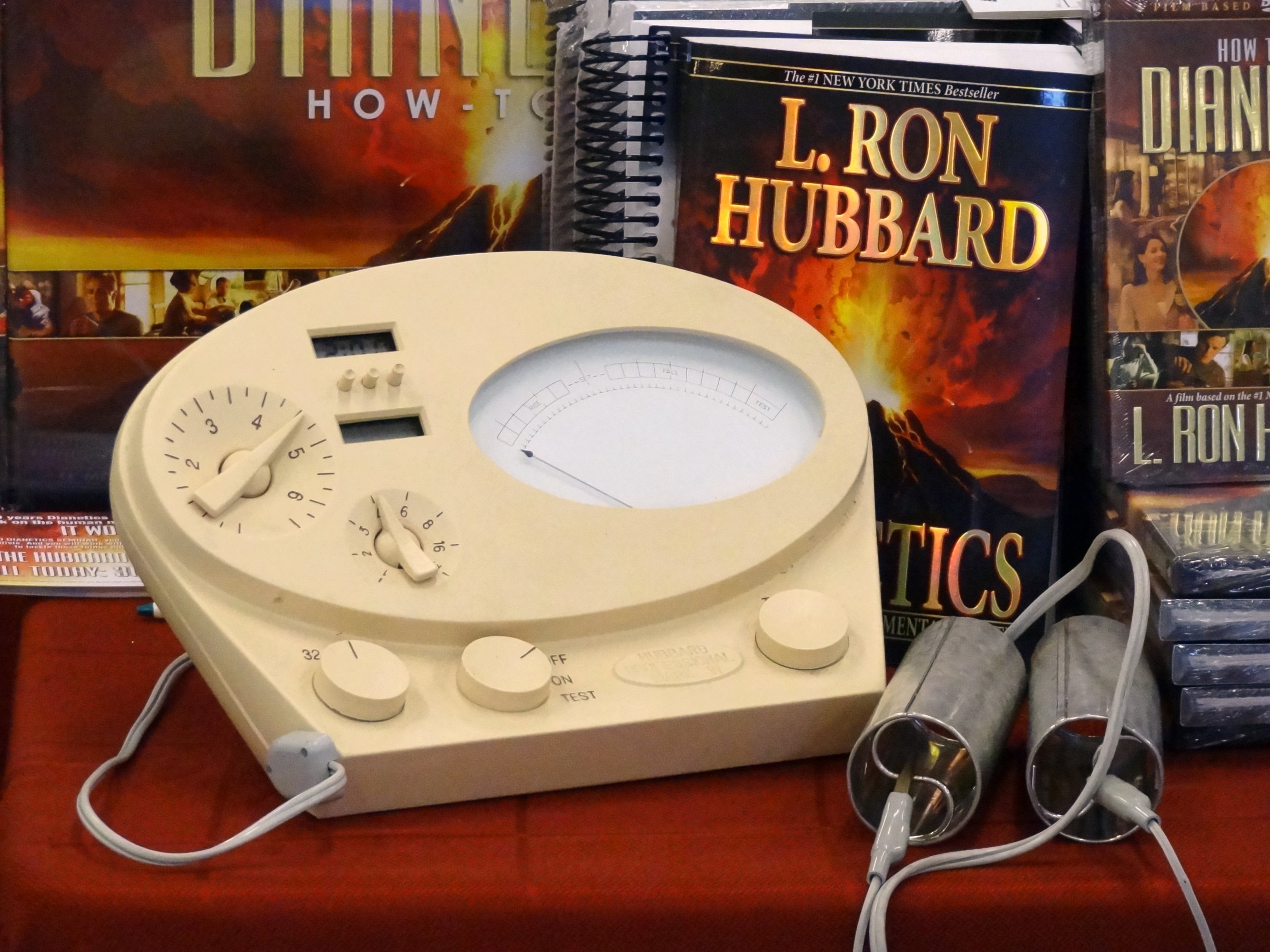
El E-Metro Mark VI.

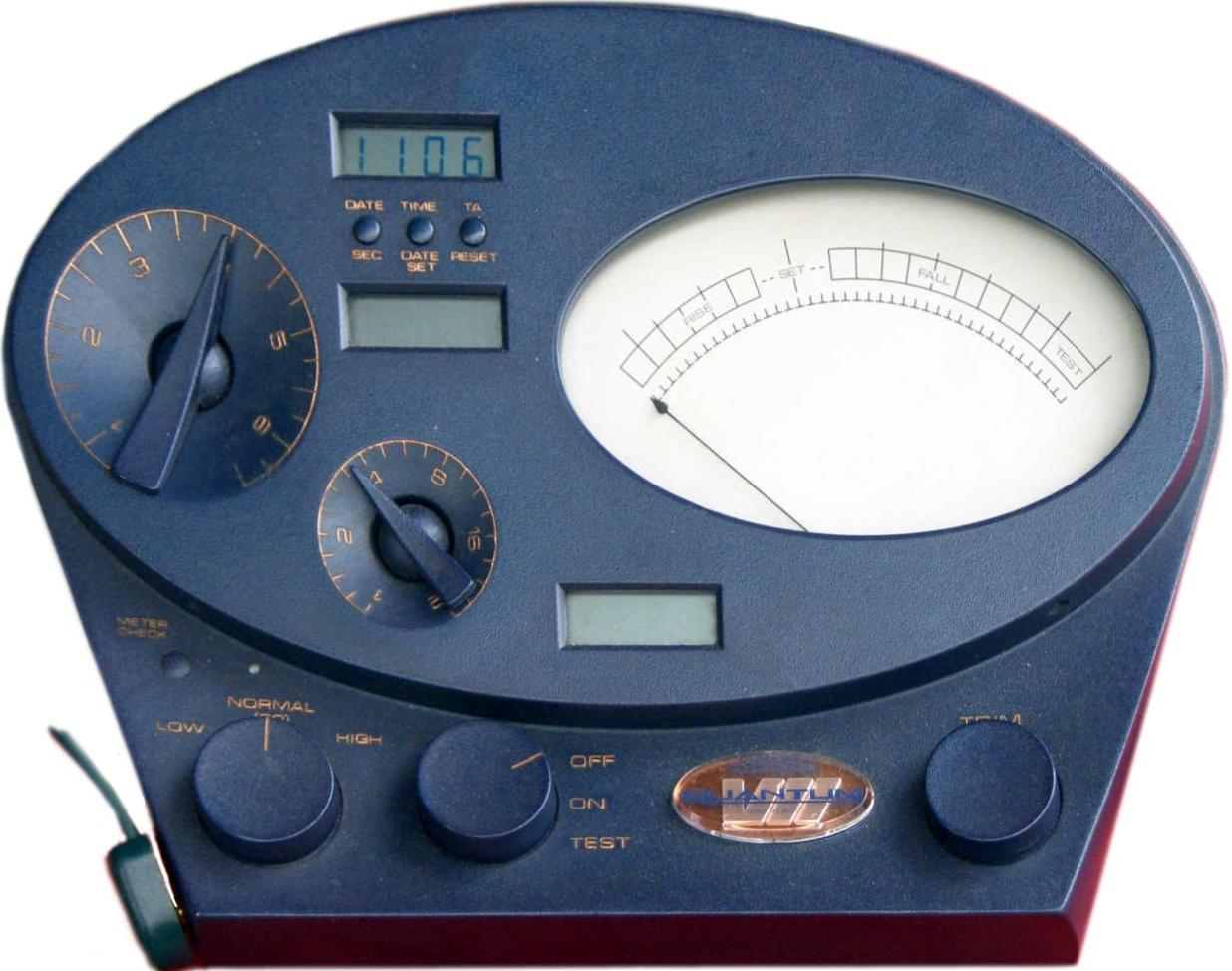
El E-Metro Mark Super VII Quantum.

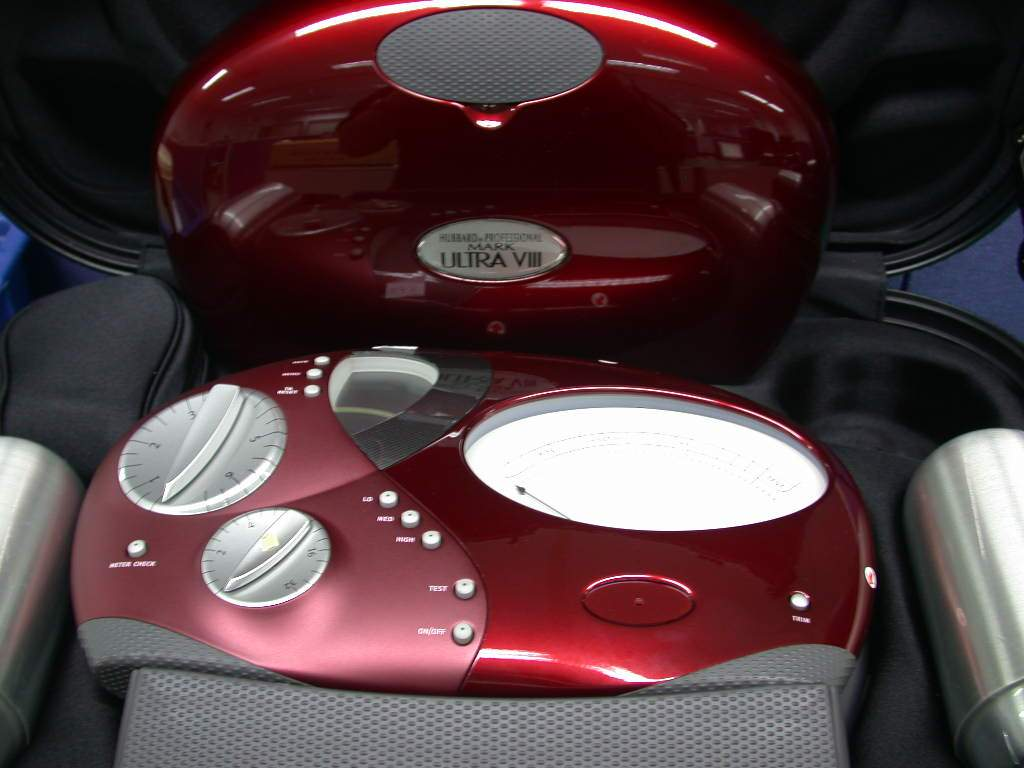
El E-Metro de la Cienciología Mark VIII Ultra.

El E-Metro (en inglés E-Meter) es un dispositivo electrónico para mostrar la actividad electrodérmica (EDA) de un ser humano. El dispositivo se utiliza para las auditaciones en la Cienciología y en grupos provenientes de esta. La eficacia y la legitimidad del uso del E-Metro por la Cienciología ha sido objeto de extensos debates y litigios, y por una orden judicial federal, la Iglesia de la Cienciología ahora publica exenciones de responsabilidad en sus libros y publicaciones que declaran que el E-Metro "por sí solo no hace nada" y que se usa específicamente para fines espirituales.
Dichos dispositivos se han utilizado como herramienta de investigación en muchos estudios en humanos, y como uno de los varios componentes del sistema de polígrafo (detector de mentiras) de Leonarde Keeler, que ha sido ampliamente criticado por ineficaz o pseudocientífico por expertos legales y psicólogos.

## Historia

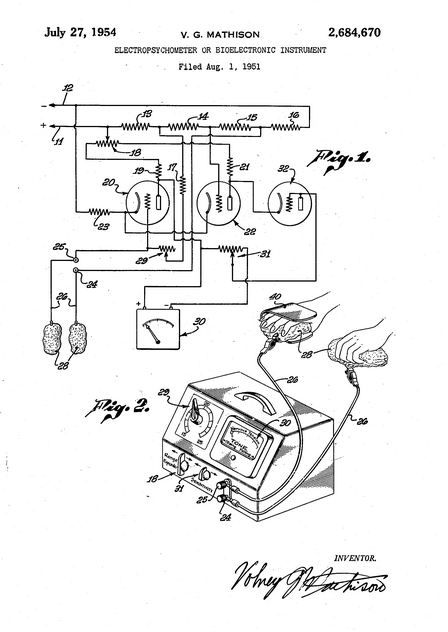
Ilustración proporcionada por Volney Mathison en la solicitud de patente original de 1951 para el E-Metro, registrada con la patente de EE. UU. 2684670.

La actividad electrodérmica (EDA) son las cargas eléctricas cambiantes observadas en la superficie de la piel. Los medidores EDA se desarrollaron por primera vez en 1889 en Rusia, y los psicoterapeutas comenzaron a usarlos como herramientas para la terapia en la década de 1900.
Volney Mathison construyó un medidor EDA basado en un puente Wheatstone, un amplificador de tubo de vacío y un gran medidor de bobina móvil que proyectaba una imagen de la aguja en la pared. Patentó su dispositivo en 1954 como electropsicómetro o medidor electrónico, y llegó a ser conocido como el "Electropsicómetro Mathison". En palabras de Mathison, el E-Metro "tiene una aguja que se balancea hacia adelante y hacia atrás a través de una escala cuando un paciente sostiene dos contactos eléctricos". Mathison registró en su libro, «Electropsicometría», que la idea del E-Metro se le ocurrió en 1950 mientras escuchaba una conferencia de L. Ron Hubbard.

En 1950 […] asistí a una serie de conferencias impartidas por una figura muy controvertida, que varias veces enfatizó que quizás el principal problema de la psicoterapia era la dificultad de mantener la comunicación de datos precisos o válidos del paciente al terapeuta. […] Me pareció que el psicogalvanómetro era muy prometedor

L. Ron Hubbard habló de ese encuentro en 1952:

Esta máquina, el electropsicómetro, ha estado actuando como guía desde aproximadamente el primero de enero de 1952. Muy temprano quería una guía; Tenía que tener algún método de medición de preclears que no dependiera en absoluto de la opinión o el juicio. Y salí y miré el equipo detector de mentiras existente y no pude encontrar nada que hiciera un buen trabajo. Ahora, Volney Mathison en la costa escuchó una charla un día, y mencioné este hecho. […] Me hicieron uno de los electroencefalogramas más fantásticos y hicieron mucho, los detectores de policía no hicieron mucho, y Mathison se puso a trabajar y él hizo flotar una corriente dentro de una corriente. Esta máquina es relativamente simple, pero es una corriente que flota dentro de otra corriente […] Y, por cierto, estoy muy en deuda con Mathison sobre la base de tener de repente una guía.

Mathison comenzó a trabajar con Hubbard en 1951. y ese año presentó una solicitud para su primera patente del E-Metro, Tras disolver la sociedad en 1954, Mathison continuó mejorando el E-Metro con patentes adicionales comercializándolos a través de su propia compañía y sus publicaciones, conservando muchos de los conceptos y términos de su tiempo con Hubbard.

## Cienciología
El E-Metro fue adoptado para su uso en la dianética y en la Cienciología cuando Mathison colaboraba con L. Ron Hubbard en 1951. Algunas fuentes dicen que el E-Meter fue "desarrollado por Volney Mathison siguiendo los diseños de Hubbard", o que Hubbard lo inventó. Hubbard afirmó falsamente ser el inventor del E-Metro, una afirmación que está de acuerdo con la postura de Scientology de que Hubbard es la "fuente", o "el único autor de todo el material de la Dianética y la Cienciología".
El E-Metro no estuvo al comienzo de la Dianética y la Cienciología. Las auditaciones se realizaban con conversaciones y sin ningún aparato mecánico. Hubbard empezó a usar un prototipo del E-Metro durante un curso en Filadelfia en 1952. El E-Metro pasó a ser un objeto importante en la Dianética y la Cienciología a partir de la década de 1960.
Bent Corydon escribió:

A fines de 1954, Hubbard suspendió el uso del E-Metro Hubbard escribió: "Ayer, utilizamos un instrumento llamado E-Metro para registrar si el proceso todavía estaba obteniendo resultados para que el auditor supiera cuánto tiempo continuarlo. Mientras que el E-Metro es un instrumento de investigación interesante y desempeñó su papel en la investigación, hoy en día no es utilizado por el auditor […] Como sospechamos hace mucho tiempo, la intervención de un dispositivo mecánico entre el auditor y el preclear tenía una tendencia a despersonalizar la sesión

Aunque por un tiempo pareció que las técnicas más avanzadas de la Cienciología servirían sin un E-Metro, unos meses más tarde, en mayo de 1955, Hubbard escribió:

Y aquí vienen los E-Metros a la imagen. La HASI [Hubbard Association of Scientologists International Asociación Internacional de Cienciólogos de Hubbard] está, en este momento, construyendo un E-Metro nuevo y mejor que nunca antes, bajo el nombre registrado de fisiogalvanómetro, u O-Metro. Tiene muy poco en común con el viejo modelo de E-Metro. Sin embargo, se puede utilizar un modelo antiguo de E-Metro.

A partir de 1955 el E-Metro fue una herramienta necesaria para los cienciólogos. En 1960 se le puso de nombre a un modelo de E-Metro Hubbard Mark II y poco después a otro Hubbard Mark III.
En 1969, un Tribunal de Apelaciones de EE. UU. aceptó a la Cienciología como religión y declaró que el E-Metro era útil en el "asesoramiento religioso de buena fe". El juez del tribunal del distrito Gesell, aunque negó la validez médica del dispositivo, devolvió el medidor electrónico a la Iglesia. Todos los medidores electrónicos a partir de este momento tenían que estar inscritos con una exención de responsabilidad de que no era para diagnósticos médicos o científicos, ni para el tratamiento o prevención de ninguna enfermedad. La iglesia reformuló la exención de responsabilidad en: "El electrómetro Hubbard es un artefacto religioso. Por sí mismo, este medidor no hace nada. Es para uso religioso de estudiantes y ministros de la iglesia en confesionarios y asesoramiento pastoral solamente".